# Campaña de Filadelfia
La Campaña de Filadelfia (1777-1778) fue una ofensiva británica durante la guerra de Independencia de los Estados Unidos para capturar Filadelfia, sede del Segundo Congreso Continental. El general británico William Howe, tras fracasar en su intento de lograr un enfrentamiento abierto con el Ejército Continental de George Washington, desembarcó al norte de Chesapeake Bay, desde donde avanzó hacia Filadelfia. Washington preparó defensas en Brandywine Creek, pero fue derrotado el 11 de septiembre de 1777. Tras varias escaramuzas y maniobras, Howe consiguió entrar en Filadelfia. Washington atacó entonces a las fuerzas británicas estacionadas en Germantown sin resultado positivo, tras lo que se retiró a invernar a Valley Forge.
La campaña de Howe resultó muy controvertida porque, aunque consiguió conquistar la sede del Congreso, procedió con lentitud y no ayudó a John Burgoyne en la Campaña de Saratoga, que concluyó en derrota británica y la entrada de Francia en la guerra. William Howe dimitió de su cargo durante la ocupación de Filadelfia y fue sustituido por su segundo, el general Henry Clinton. Clinton evacuó Filadelfia y se dirigió a Nueva York en 1778 para preparar las defensas de la ciudad ante un posible ataque franco-americano. Washington hostigó al ejército británico a lo largo de su marcha a través de Nueva Jersey, consiguiendo forzar una batalla en Monmouth Court House, una de las mayores de la guerra.
Al término de la campaña, la situación de ambos ejércitos era similar a la inicial.

## Contexto
Tras la captura de Nueva York por parte de William Howe y las victorias de Washington en Trenton y Princeton, la situación para ambos ejércitos era de unas incómodas tablas a principios de 1777. Durante este tiempo se produjeron numerosas escaramuzas, mientras que el ejército británico ocupaba posiciones en Nuevo Brunswick y Perth Amboy.
Howe propuso entonces a George Germain, Secretario de Estado para las Colonias, una expedición para capturar Filadelfia, sede del Segundo Congreso Continental. Germain aprobó el plan de Howe, aunque destinó menos hombres de los solicitados por el general. Igualmente dio el visto bueno a la expedición propuesta por el general Burgoyne para alcanzar Albany partiendo desde Montreal. Al aprobar el plan de Howe, Germain consideraba que este podría asistir a Burgoyne enviando tropas desde Nueva York.
A principios de abril, Howe decidió no atravesar Nueva Jersey por tierra, ya que esto supondría tener que cruzar el ancho río Delaware bajo condiciones hostiles, requiriendo la construcción de puentes y embarcaciones. El plan de Howe, remitido a Germain el 2 de abril, significaba el efectivo aislamiento de Burgoyne de cualquier posibilidad de apoyo, ya que Howe embarcaría a sus tropas con rumbo a Filadelfia, y la guarnición de Nueva York sería insuficiente para cualquier ofensiva que se pretendiera lanzar para asistir a Burgoyne en el Hudson.

## Evolución de los planes de Howe
Washington se dio cuenta de que Howe "debería cooperar con el general Burgoyne" y quedó desconcertado cuando no lo hizo. Tanto Washington entonces como los historiadores desde entonces se han preguntado por qué Howe no estaba en el lugar preciso para socorrerar a Burgoyne, que fue rodeado y capturado por los americanos durante su travesía desde Canadá. Se considera en general que Germain realizó una pobre tarea coordinando a ambos generales. Tras la toma de Nueva York y la retirada de Washington por el Delaware, Howe escribió a Germain en diciembre de 1776, proponiendo un elaborado plan de campaña para el año siguiente. Este plan incluía operaciones para lograr el control del Hudson, operaciones de expansión desde Newport, en Rhode Island, y la captura de la sede del Congreso Continental, Filadelfia. Howe veía este punto muy atractivo, ya que Washington estaba entonces justo al norte de la ciudad: Howe escribió que estaba "convencido de que el Ejército Principal debería actuar ofensivamente [contra Filadelfia] donde reside la principal fuerza del enemigo". Germain reconoció que este plan había sido especialmente "bien digerido", pero requería más hombres de los que el Secretario era capaz de proporcionar. Tras los reveses de Nueva Jersey, Howe propuso lanzar varias operaciones sobre Filadelfia que incluirían una expedición terrestre y un ataque basado en la marina para así lograr una victoria decisiva sobre los continentales. Este plan fue puesto en práctica hasta el punto de que en el mes de abril, el ejército de Howe estaba construyendo puentes; Washington, acantonado en sus cuarteles de Morristown, en Nueva Jersey, interpretando que serían para cruzar el río Delaware. Sin embargo, a mediados de mayo Howe había abandonado, al menos aparentemente, la idea de una expedición terrestre; "Propongo invadir Pensilvania por mar ... probablemente debemos abandonar los Jersies."
La decisión de Howe de no apoyar a Burgoyne puede deberse a la percepción de Howe de que, en caso de tener éxito, Burgoyne se llevaría el mérito de la campaña, incluso si requería su ayuda; esto no ayudaría a mejorar la reputación de Howe tanto como tener éxito en su campaña de Filadelfia. Alden (1954) señala las rivalidades existentes entre los oficiales británicos, diciendo que "Es probable que [Howe] estuviera tan celoso de Burgoyne como Burgoyne de él y que no estuviera ansioso de hacer nada que pudiera ayudar a su junior a subir en el escalafón." En la misma línea Higginbotham (1971) concluye que, desde el punto de vista de Howe, "[la campaña del Hudson]] era asunto exclusivo de Burgoyne, y consecuentemente, él [Howe] quería tener poco que ver con ello. Con respecto al ejército de Burgoyne, el solo haría lo que se le solicitar (virtualmente nada)." El propio Howe escribió a Burgoyne el 17 de julio: "Mi intención es para Pensilvania, donde espero encontrar a Washington, pero si él se dirige hacia el norte contra lo que yo espero, y usted puede detenerle, esté seguro de que pronto estaré tras él para ayudarle." Poco después, Howe partió de Nueva York en barco.

## Primeros lances
El Ejército Continental de Washington se encontraba acampado inicialmente en Morristown, aunque había un grupo de avanzadilla estacionado en Bound Brook, a unos pocos kilómetros de las guarniciones británicas. En parte como represalia contra las continuas incursiones americanas, el General Marqués de Cornwallis llevó a cabo un asalto contra esa posición en abril de 1777 estando a punto de capturar a Benjamin Lincoln, comandante del puesto. Como medida de precaución, Washington retiró su ejército hacia el puesto fortificado de Middlebrook, en los Montes Watchung, desde donde controlaba las rutas terrestres hacia Filadelfia que podían usar los británicos.
Por razones que no están aún del todo claras, el General Howe desplazó un ejército considerable a Somerset Court House, al sur de Nuevo Brunswick. Si su intención era hacer salir a Washington de su guarida, fracasó: este se negó a mover a sus hombres. Washington tuvo conocimiento de que Howe no había llevado el equipamiento necesario para el transporte o construcción de pasos, por lo que parecía improbable que Howe pretendiera cruzar el Delaware. Cuando finalmente Howe retrocedió hacia Perth Amboy, Washington les siguió. Los británicos lanzaron entonces un ataque relámpago, que desembocó en la batalla de Short Hills sin que consiguieran atrapar al ejército de Washington. Howe se retiró finalmente y embarcó a sus tropas en Nueva York con destino Filadelfia.
Washington no sabía que era lo que iba a hacer Howe. Considerando la posibilidad de que el británico estuviera tratando nuevamente de engañarlos y desembarcar en el Hudson para unirse a Burgoyne, decidió permanecer cerca de Nueva York. Únicamente cuando fue informado de que la flota de Howe había llegado a la desembocadura del Delaware consideró la necesidad de preparar la defensa de Filadelfia. Sin embargo, los británicos no llegaron a penetrar por el Delaware, sino que continuaron navegando hacia el sur. Con la incertidumbre de cuál podría ser el objetivo de Howe, que podría ser Charleston, consideraba dirigirse al norte para ayudar en la defensa del Hudson cuando se enteró de la llegada de la fota a Chesapeake Bay. En agosto comenzó a mover sus tropas para preparar las defensas de la ciudad. El ataque lanzado por John Sullivan, contra Staten Island, intentando aprovechar la teórica debilidad inglesa tras la partida de Howe, fue rechazado el 22 de agosto.

## La toma de Filadelfia
Howe desembarcó a finales de agosto 15.000 hombres en el extremo norte de Chesapeake Bay, a unos 90 kilómetros al suroeste de Filadelfia. Washington situó 11.000 hombres entre el ejército británico y Filadelfia, pero fueron envueltos y rechazados en Brandywine el 11 de septiembre de 1777.

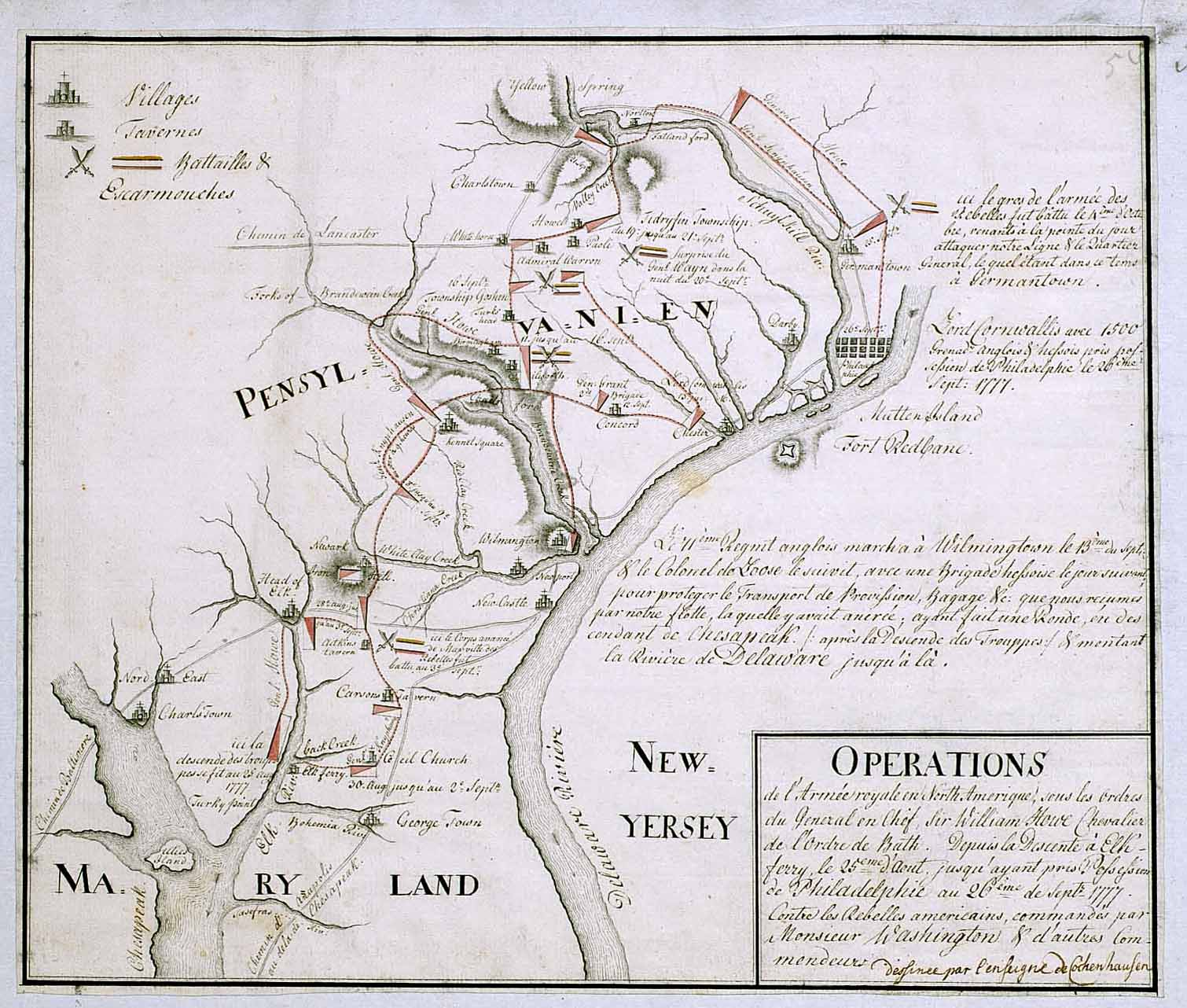
Mapa hessiano de la campaña del 25 de agosto al 26 de septiembre de 1777

El Congreso Continental abandonó entonces la ciudad, instalándose primero en Lancaster y posteriormente en York. Las fuerzas británicas y revolucionarias maniobraron durante varios días al oeste de Filadelfia, encontrándose en pequeños grupos como la Batalla de las Nubes y la conocida como "Masacre de Paoli". El 26 de septiembre Howe consiguió por fin eludir a Washington y entró en Filadelfia sin oposición. La captura de la capital rebelde, sin embargo, no puso fin a la revuelta, tal y como los británicos esperaban que sucediera. En las guerras del siglo XVIII, normalmente la captura de la capital del oponente significaba la victoria. Pero la guerra continuaría aún durante otros seis años.
Tras la toma de la ciudad, los británicos acantonaron unos 9.000 hombres en Germantown, a unos cinco kilómetros al norte de Filadelfia. Washington atacó Germantown el 4 de octubre, fracasando en su intentona, tras lo que se retiró y esperó. Mientras tanto, los británicos aseguraban el paso del Delare con la toma de los fuertes de Miffin y Mercer en noviembre. A principios de diciembre, Washington consiguió rechazar un ataque británico en White Marsh.
Sin embargo, los británicos no eran el único problema de Washington. La conocida como Camarilla de Conway, formada por políticos y oficiales, insatisfecha con las actuaciones de Washington como comandante en jefe conspiró secretamente buscando su destitución. Washington, ofendido por estas maniobras, debatió el tema abiertamente ante el Congreso. Sus partidarios le apoyaron y el episodio se dio por cerrado.

## Valley Forge y Monmouth
Washington y su ejercitó acamparon en Valley Forge en diciembre de 1777, a unos 32 kilómetros de Filadelfia, y permanecieron ahí durante los siguientes seis meses. Durante el invierno, 2.500 hombres del total de 10.000 que formaban las tropas fallecieron a causa de las enfermedades y los rigores del clima. Sin embargo, el ejército consiguió salir de Valley Forge preparado y ordenado, gracias en parte al programa de entrenamiento supervisado por el Barón von Steuben.

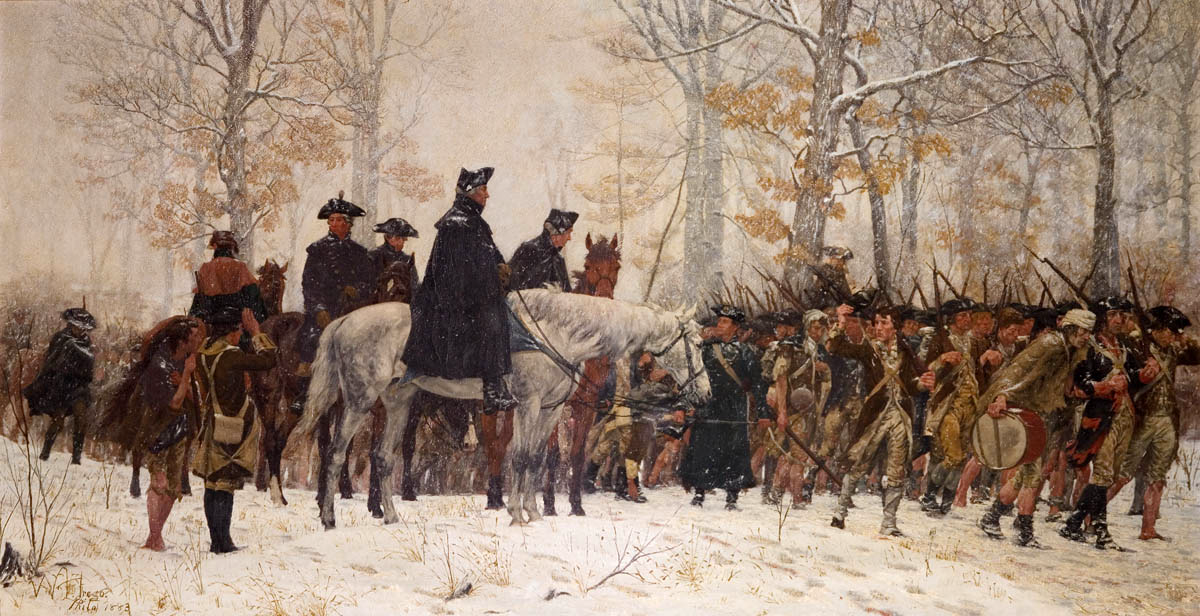
La marcha hacia Valley Forge de William B. T. Trego, 1883

Mientras tanto se produjo un cambió en el alto mando británico cuando el general Clinton sustituyó a Howe, que había presentado su dimisión, como comandante en jefe. La entrada de Francia en la guerra obligó a cambiar la estrategia británica y Clinton recibió órdenes de abandonar Filadelfia y regresar a Nueva York, ahora posición vulnerable al poderío militar francés. Washington envió al Marqués de Lafayette en vanguardia, que fue emboscado por los británicos en Barren Hill.
El ejército de Washington persiguió a Clinton durante su retirada, forzando un encuentro en Monmouth en junio de 1778, en lo que fue la última gran batalla del norte. El segundo de Washington, el general Charles Lee ordenó una controvertida retirada durante la batalla, permitiendo al ejército de Clinton escapar. Al llegar julio, Clinton alcanzó Nueva York y Washington en White Plains. Ambos ejércitos habían regresado al mismo lugar que dos años antes. Con la excepción de algunas acciones aisladas en el norte como la batalla de Stony Point, los puntos calientes de la guerra se habían desplazado. Los recursos británicos fueron desviados para enfrentarse a la amenaza global que representaba Francia; en Norteamérica se comenzó a preparar el desplazamiento hacia el sur para recuperar el control de las colonias rebeldes.

## Secuelas
Poco después de que los británicos llegaron a Nueva York, una flota francesa llegó a las afueras de su puerto, lo que provocó una serie de acciones por parte de ambas partes. Los franceses y los estadounidenses decidieron intentar atentar contra la guarnición británica en Newport, Rhode Island; Este primer intento de coordinación fue un fracaso notable.
Poco después de que los británicos llegaron a Nueva York, una flota francesa llegó a las afueras de su puerto, lo que provocó una serie de acciones por parte de ambas partes. Los franceses y los estadounidenses decidieron intentar atentar contra la guarnición británica en Newport, Rhode Island; Este primer intento de coordinación fue un fracaso notable. Por orden de Londres, Clinton reasignó algunas de sus tropas a las Indias Occidentales y comenzó un programa de incursiones costeras desde Chesapeake a Massachusetts. En los alrededores de Nueva York, los ejércitos de Clinton y Washington se miraron y se enfrentaron, con ocasionales acciones importantes como la Batalla de Stony Point de 1779 y la Batalla de Connecticut de 1780. Clinton consideró hacer nuevos ataques contra Filadelfia, pero estas ideas nunca se concretaron.
Los británicos también comenzaron una guerra fronteriza más amplia organizada desde la ciudad de Quebec, utilizando aliados leales y nativos americanos. Las fuerzas británicas y francesas se enfrentaron en las Indias Occidentales y en la India a partir de 1778, y la entrada de España en la guerra en 1779 amplió aún más los aspectos globales de la guerra.
En 1780, los británicos comenzaron una "estrategia del sur" para recuperar el control de las colonias rebeldes, con la captura de Charleston, Carolina del Sur. Este esfuerzo finalmente fracasaría en Yorktown.